# Les Autres Filles
Pour plus de détails, voir Fiche technique et Distribution.
Les Autres Filles est un film français réalisé par Caroline Vignal et sorti en 2000.

## Synopsis
À quinze ans, Solange, apprentie coiffeuse, habite un village près de Toulouse avec ses parents. Son père se bat pour que perdure son élevage d'autruches et sa mère, plutôt frivole, saisit toutes les occasions pour déserter le foyer familial. Solange devient l'amie de Gary et d'autres filles émancipées, extraverties et rigolardes. Elle va entre autres découvrir les relations amoureuses grâce 

## Fiche technique
- Titre : Les Autres Filles
- Réalisation : Caroline Vignal
- Scénario : Caroline Vignal et Olivier Gorce
- Photographie : Jeanne Lapoirie
- Décors : Valérie Saradjian
- Costumes : Marianne Camara et Élisabeth Martin
- Montage : Annick Raoul
- Musique : Jean-Stéphane Brosse
- Production : TS Productions
- Pays d'origine :  France
- Durée : 95 minutes
- Dates de sortie : 
  - France : 30 août 2000
  - Canada : 15 août 2001
  - Suède : 28 juin 2002

## Distribution
- Julie Leclercq : Solange
- Caroline Baehr : la mère
- Bernard Ménez : M. Suarez
- Jean-François Gallotte : le père
- Alexis Perret : le type de la boîte
- Élodie Leclercq : Isabelle
- Benoîte Sapim : Gary
- Marion Jaubert : Nadège
- Selima Hachellaf : Sarah
- Jennyfer Martin-Lassissi : Diana
- Samira Errachydy : Leila
- Audrey Bonzom : Sandrine
- Manuela Gourary
- Jérôme Cariati : Manuel

## Sélections
- 2000 : Festival de Cannes (Semaine de la critique)
- 2000 : Festival des films du monde de Montréal
- 2000 : Festival international du film francophone de Namur
- 2001 : Festival international du film de Göteborg